# Oficina Nacional Antidrogas
La ONA, acrónimo de Oficina Nacional Antidrogas es un organismo dependiente del Estado Venezolano y adscrito al Ministerio del Poder Popular para Relaciones Interiores, Justicia y Paz. Es el  encargado de luchar contra el tráfico de productos químicos estupefacientes que afectan la calidad de vida de las personas.

## Discrepancias en las incautaciones
En 2019, la Oficina Nacional Antidrogas (ONA) de Venezuela informó que el 80% de las drogas decomisadas en el país durante los primeros seis meses eran marihuana. Esta cifra contrasta con informes de organismos internacionales, que señalan a la cocaína como la principal droga traficada desde Venezuela. Alberto Matheus, jefe de la ONA, anunció estos datos en la presentación del Plan Nacional Antidrogas 2019-2025, que busca fomentar el conocimiento científico para un abordaje más efectivo de la problemática de las drogas.La información proporcionada en 2019 difiere notablemente de los datos de 2017 de la misma organización, donde se reportó que la marihuana representaba solo el 14,24% de las incautaciones, y la cocaína el 85,67%. En 2018, no se publicó un balance oficial de incautaciones, lo que aumenta las dudas sobre la consistencia de los datos.
La falta de transparencia y la escasez de información detallada en los informes de la ONA han generado preocupaciones sobre la veracidad de los datos presentados. Según Mildred Camero, ex zar antidrogas de Venezuela, es probable que las autoridades estén alterando las estadísticas para ocultar la realidad del tráfico de cocaína en el país. Esta preocupación se ve agravada por la ausencia de informes recientes y documentación pública que respalde los datos de 2019.El informe de 2018 del Proyecto Crimjust, una iniciativa de la Oficina de las Naciones Unidas contra la Droga y el Delito, Interpol y Transparencia Internacional, ubicó a Venezuela entre los peores en la ruta de la cocaína en América Latina, el Caribe y África Occidental. Este informe, junto con las preocupaciones expresadas por expertos, sugiere que el país podría estar enfrentando serios desafíos en el control y la transparencia en la lucha contra el narcotráfico.
Hernán Matute Brouzés, coordinador general de la Cátedra Libre Antridroga (CLIAD), expresó que el Estado venezolano podría estar encubriendo el tráfico de cocaína. Por su parte, Yasmin Morales, farmacéutica y toxicóloga del Observatorio Venezolano de Drogas (OVD) de la ONA, advirtió que las bandas organizadas aprovechan los conflictos del país para promover el consumo de drogas.Las discrepancias en las cifras de incautaciones de drogas en Venezuela y la falta de transparencia por parte de la ONA han llevado a cuestionamientos sobre la efectividad y la honestidad de la lucha contra el narcotráfico en el país. Estos cuestionamientos se suman a las preocupaciones internacionales sobre el papel de Venezuela en el tráfico de drogas, especialmente de cocaína.